# Église Saint-Pierre de Jouaignes
L'église Saint-Pierre est une église située à Jouaignes, dans le département de l'Aisne en France.

## Historique
Le monument est inscrit au titre des monuments historiques en 1927.

## Galerie d'images

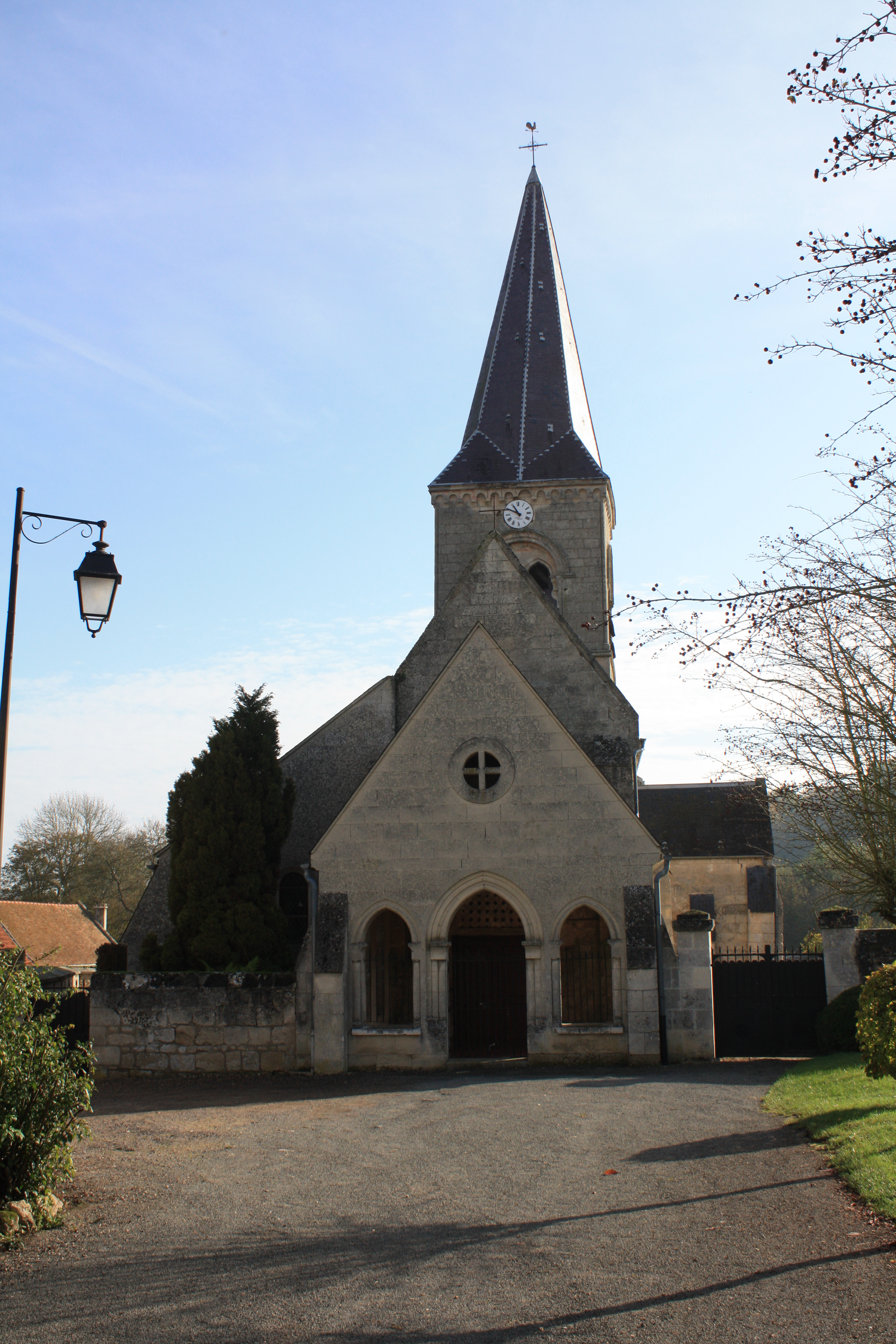
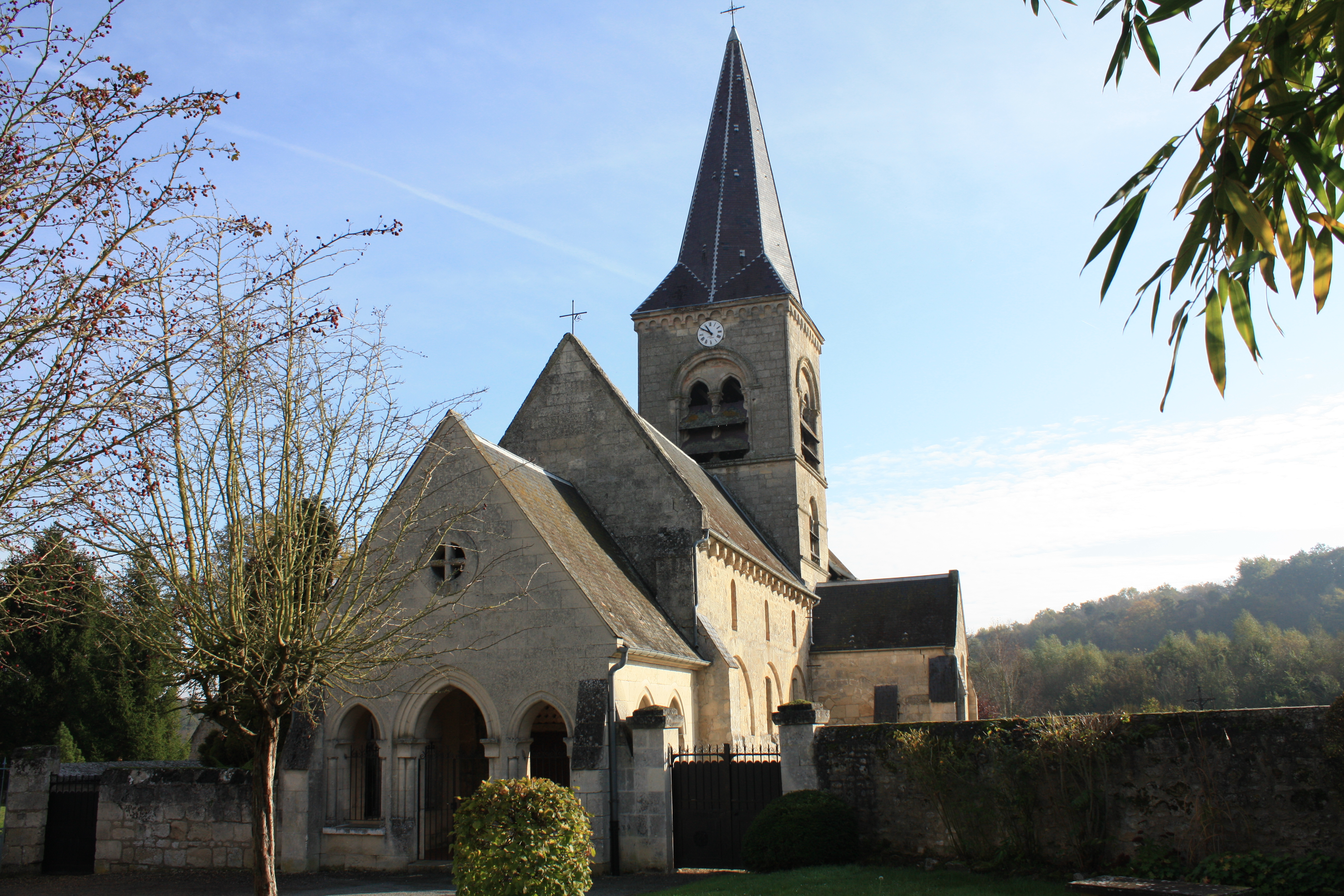